# Paracetamolo (singolo)
Paracetamolo è un singolo del cantautore italiano Calcutta, pubblicato il 16 maggio 2018 come terzo estratto dal terzo album in studio Evergreen.

## Descrizione
Paracetamolo è il primo brano trasmesso dalla stazione radiofonica Rai Radio 2 Indie, oggi denominata No Name Radio.

## Video musicale
Il videoclip uscito su YouTube in contemporanea alla pubblicazione del singolo, è stato diretto da Francesco Lettieri ed è stato girato tra Procida, una casa di riposo a Ponticelli e altre zone dell'area metropolitana di Napoli.

## Tracce
1. Paracetamolo – 3:08

## Classifiche
| Classifica (2018) | Posizione massima |
| ----------------- | ----------------- |
| Italia            | 12                |